# Stelis hutchisonii
Stelis hutchisonii är en orkidéart som beskrevs av David Edward Bennett och Eric Alston Christenson. Stelis hutchisonii ingår i släktet Stelis och familjen orkidéer. Inga underarter finns listade i Catalogue of Life.